# خرو (فردوس)
خرو (بالفارسية: خرو) هي مستوطنة تقع في قسم برون الريفي في إيران. يقدر عدد سكانها بـ 181 نسمة .